# Cláudio Batista dos Santos
Cláudio Batista dos Santos (* 19. April 1967 in Piracicaba), auch bekannt als Claudinho, ist ein ehemaliger brasilianischer Fußballspieler.

## Karriere
Claudinho begann seine Karriere bei XV de Piracicaba und spielte unter anderem auch bei AA Ponte Preta, Paraná Clube und CA Bragantino. 1994, 1995 und 1996 gewann er mit Paraná Clube den Staatsmeisterschaft von Paraná. 1997 wechselte er zum japanischen Erstligisten Cerezo Osaka. 1998 kehrte er nach Brasilien zurück. Hier spielte er bis 2002 für Coritiba FC, Botafogo FR und Fortaleza EC.